# Stanisław Osika (oficer)
Stanisław Osika (ur. 13 października 1944 w Zagórzu) – pułkownik dyplomowany Wojska Polskiego.

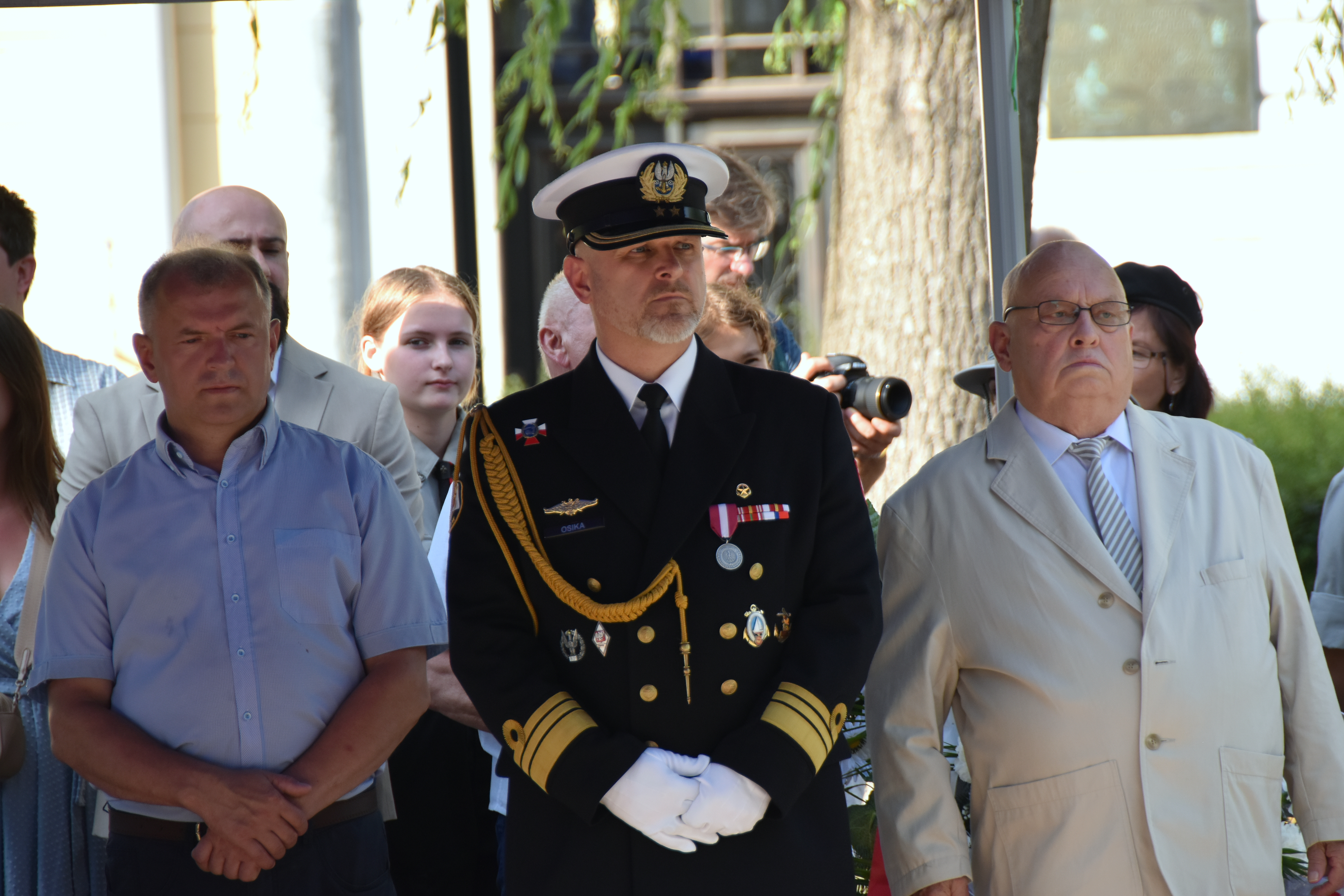
Płk Stanisław Osika (pierwszy z prawej) podczas Święta Wojska Polskiego w Sanoku w 2023. Obok kmdr por. Maciej Osika

## Życiorys
Urodził się w 1944 jako syn Edwarda i Elżbiety z domu Hoffbauer. Uczył się w szkole podstawowej w rodzinnym Zagórzu od 1952 do 1958. W 1963 ukończył Technikum Mechaniczne w Sanoku z tytułem technika mechanika o specjalności obróbka skrawaniem (w jego klasie byli m.in. Leonard Kabala, Zbigniew Osenkowski). Podczas nauki szkolnej działał w sanockim hufcu ZHP i trenował sport w klubie Stal Sanok.
Wstąpił do Wojska Polskiego i w latach 1963-1966 kształcił się w Oficerskiej Szkole Wojsk Zmechanizowanych we Wrocławiu. Od 1966 do 1971 był oficerem 25 Pułku Zmechanizowanego w Opolu, gdzie pełnił funkcję dowódcy plutonu. Od 1971 do 1974 odbył studia w Akademii Sztabu Generalnego (wraz z nim studiował m.in. Tadeusz Wilecki). Następnie był szefem sztabu jednostki 5 Saskiej Dywizji Pancernej w Gubinie od 1974 do 1977. Później był starszym wykładowcą przedmiotów ogólnowojskowych w Wyższej Oficerskiej Szkole Łączności w Zegrzu od 1977 do 1983. Przydzielony do Wojskowej Komendy Uzupełnień w Sanoku, w stopniu podpułkownika pełnił funkcję zastępcy komendanta WKU od 1983 oraz komendanta WKU od 7 kwietnia 1986 do 26 sierpnia 1996. Jednocześnie był dowódcą garnizonu wojskowego w Sanoku. W 1988 został wybrany z listy wojewódzkiej do Wojewódzkiej Rady Narodowej w Krośnie. Podczas sprawowania stanowiska współpracował z macierzystą szkołą średnią, Zespole Szkół Mechanicznych w Sanoku, w zakresie naboru absolwentów do wyższych szkół wojskowych. Na inaugurację roku szkolnego 1988/1989 zawarł umowę, na mocy której Wojskowa Komenda Uzupełnień w Sanoku objęła patronat nad I Liceum Ogólnokształcącym im. Komisji Edukacji Narodowej w Sanoku. We wrześniu 1996 został szefem Wojewódzkiego Sztabu Wojskowego w Krośnie. Został awansowany do stopnia pułkownika.
Był członkiem PZPR, w 1988 kandydował do Rady Narodowej. Został wiceprezesem ds. społecznych Zarządu Rejonowego Związku Byłych Żołnierzy Zawodowych i Oficerów Rezerwy Wojska Polskiego w Sanoku, członkiem i prezesem Koła Związku Żołnierzy Wojska Polskiego w Sanoku. Przed wyborami samorządowymi w 2010 zasiadł w komitecie honorowym KWW „Jednością Silni” Jakuba Osiki.

## Odznaczenia
- Krzyż Kawalerski Orderu Odrodzenia Polski (1992)
- Złoty Krzyż Zasługi (1982)
- Złoty Medal „Siły Zbrojne w Służbie Ojczyzny” (1986)
- Złoty Medal „Za zasługi dla obronności kraju” (1993)
- Odznaka „Za Zasługi dla Związku Kombatantów RP i Byłych Więźniów Politycznych” (1998)[11]
- Tytuł członka honorowego Związku Kombatantów RP i Byłych Więźniów Politycznych[12]
- Medal pamiątkowy 50-lecia Powstania Słowackiego (2001)[13]
- Krzyż Złoty z Gwiazdą Związku Żołnierzy Wojska Polskiego (2019)[14]